# Balkî, Vinkivți
Balkî (în ucraineană Балки) este un sat în comuna Maidan-Oleksandrivskîi din raionul Vinkivți, regiunea Hmelnîțkîi, Ucraina.

## Demografie
Componența lingvistică a localității Balkî
     Ucraineană (100%)
Conform recensământului din 2001, toată populația localității Balkî era vorbitoare de ucraineană (100%).